# Treslong (beurscomplex)

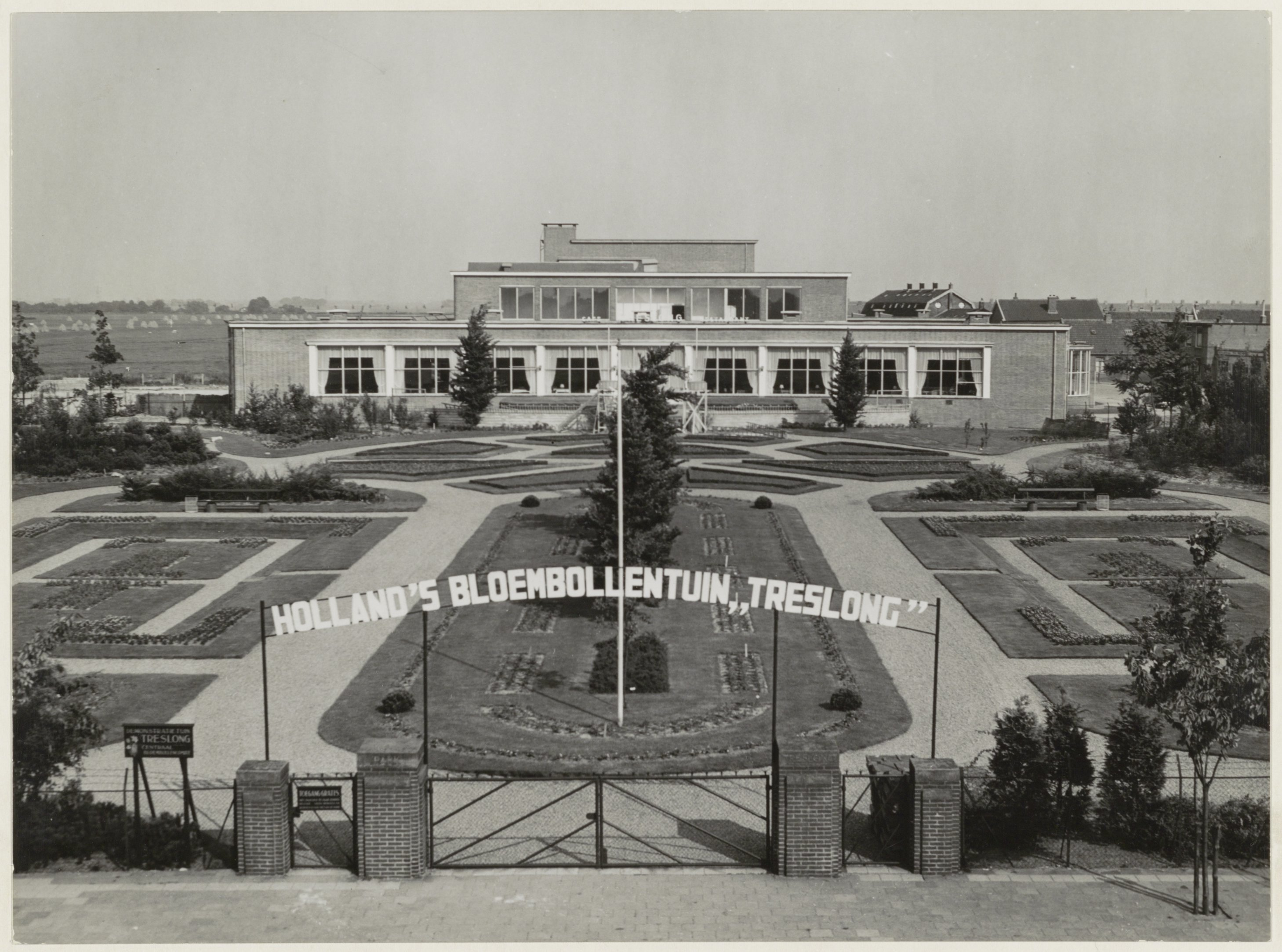
Het gebouwencomplex in 1952

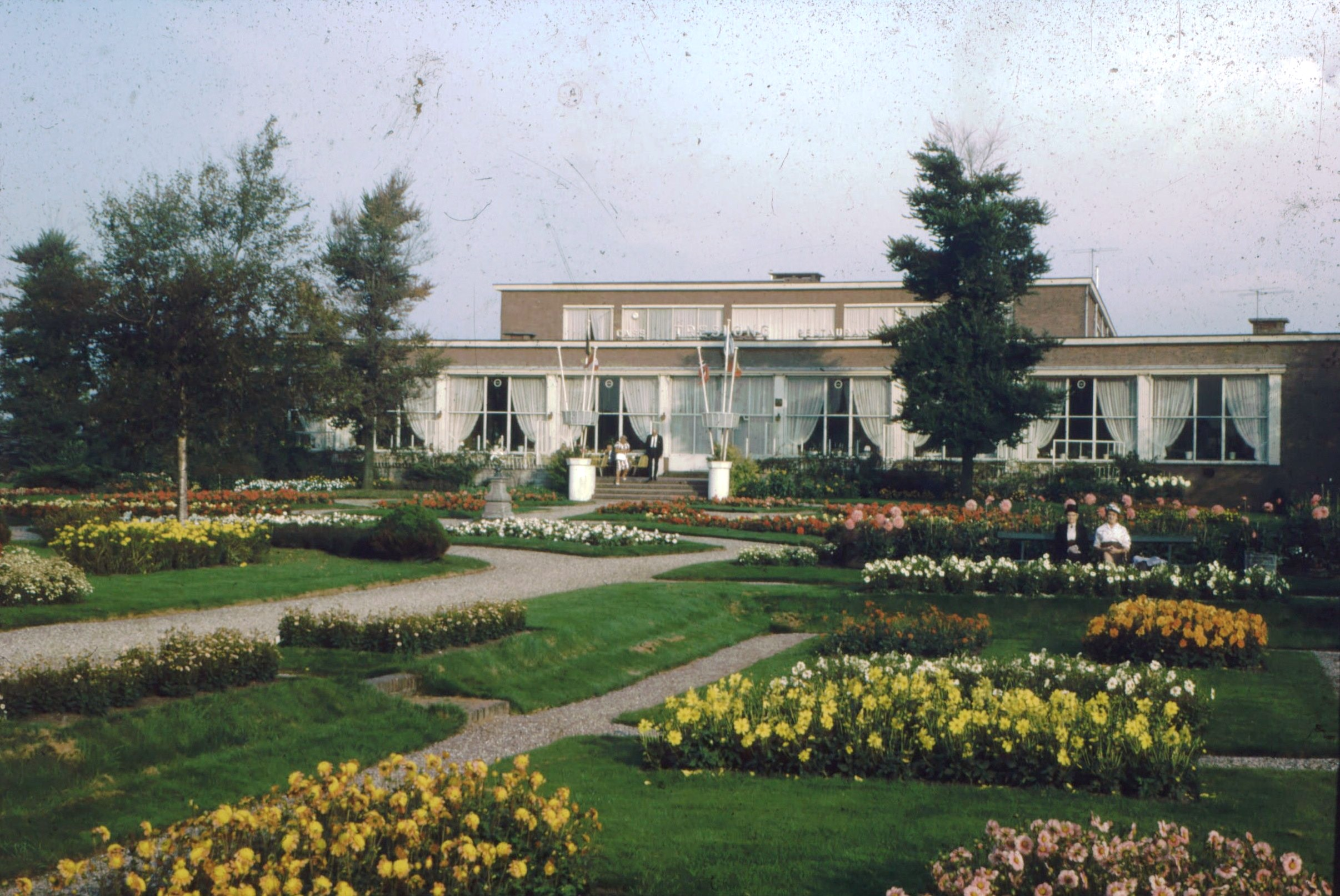
Restaurant Treslong, circa 1970

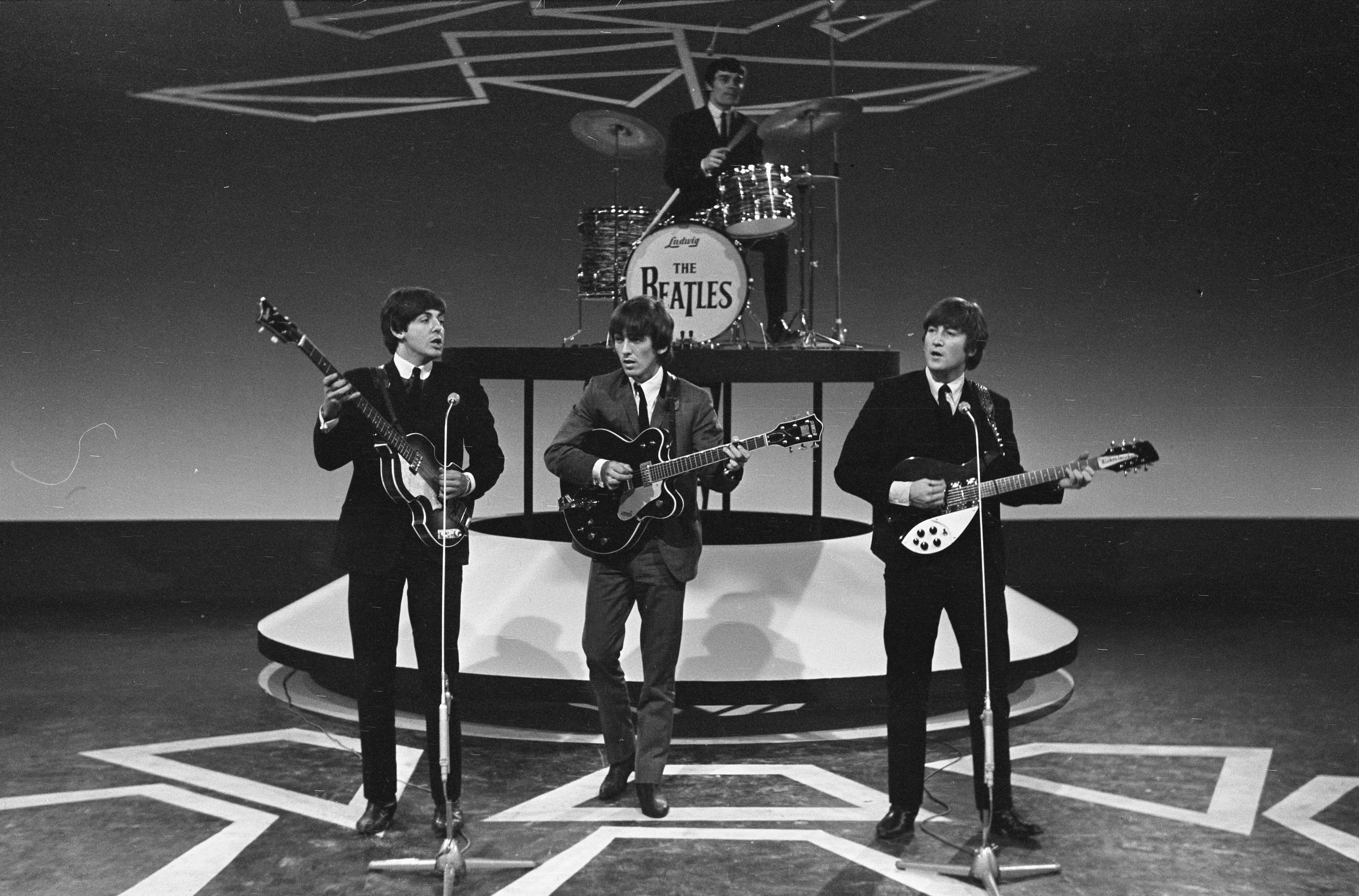
Optreden van The Beatles in Treslong in juni 1964

Treslong was een beurscomplex in Hillegom, gebouwd in opdracht van de Stichting Hillegomse Bloemenbeurs.

## Opening
Treslong werd in 1952 gebouwd op het terrein van de in 1950 afgebroken buitenplaats Treslong. Het complex bestond oorspronkelijk uit een restaurant met een grote beurszaal voor het verhandelen van de bollen. Deze zaal werd echter ook gebruikt voor concerten. In de jaren zestig traden regelmatig bekende bands op, waarvan soms een televisieregistratie werd gemaakt. Treslong werd vooral bekend door het televisieoptreden van The Beatles op 5 juni 1964.

## Uitbreiding
Begin jaren 70 werd het complex uitgebreid met een kantoorflat voor de bollenbedrijven en een grote sporthal, waar in Hillegom behoefte aanwas. Voordien moesten veel sportclubs voor wedstrijden uitwijken naar sporthallen in de omgeving. De sporthal Treslong stond bekend om grote tribunes, waarop 1500 toeschouwers konden zitten.
Omdat de plaatselijke sportclubs de anonimiteit meestal niet ontstegen, zaten die tribunes zelden vol. De sporthal werd doordeweeks vooral gebruikt door de bollenbedrijven (die in de flat boven de sporthal huisden), er was een wekelijkse bollenbeurs.

## Neergang
Vanwege de aflopende interesse in de bollenbeurzen en het feit dat de bollenbedrijven langzamerhand vertrokken uit het complex, betekende dit ook het einde van de sporthal (die ook aan renovatie toe was). Er werd naast zwembad De Vosse in Hillegom een nieuwe sporthal gebouwd. De Treslongsporthal werd bij het 'entertainmentcomplex' Treslong getrokken, en omgebouwd tot een uitvoeringsruimte voor grote shows.
In Treslong, dat beter bereikbaar was dan de zalen van Brinkmann in de binnenstad van Haarlem, vonden steeds vaker grote feesten plaats voor bedrijven. De omwonenden hadden dan veel last van aankomende touringcarbussen, die alle moesten manoeuvreren door de smalle straatjes rond het Treslongcomplex. Het was dus duidelijk dat dit niet langer kon blijven; Treslong werd gesloten.
Het complex heeft nog een jaar leeggestaan, waardoor het pand zichtbaar verloederde. In 2005 werd Treslong afgebroken en werd er een nieuwbouwwijk (met identieke naam) gebouwd.